# Erastroides oletta
Erastroides oletta är en fjärilsart som beskrevs av William Schaus 1904. Erastroides oletta ingår i släktet Erastroides och familjen nattflyn. Inga underarter finns listade i Catalogue of Life.